# Elmo (Utah)
Elmo è una città degli Stati Uniti d'America, situata nello Stato dello Utah, nella Contea di Emery.